# Сламна Вас
Сламна Вас (словен. Slamna vas) — поселення в общині Метлика, регіон Південно-Східна Словенія, Словенія.